# Hässlunda landskommun
Hässlunda landskommun var en tidigare kommun i dåvarande Malmöhus län. 

## Administrativ historik
Kommunen bildades i Hässlunda socken i Luggude härad i Skåne när 1862 års kommunalförordningar trädde i kraft. 
Vid kommunreformen 1952 uppgick kommunen i Mörarps landskommun som 1971 uppgick i Helsingborgs kommun.

## Politik

### Mandatfördelning 1942–1946
| 2 | 13 |

| 14 |

| 9 | 6 |

| 14 |